# Месники: Ера Альтрона
«Месники: Ера Альтрона» (англ. «Avengers: Age of Ultron») — американський супергеройський фільм, заснований на супергеройській команді «Месники» коміксів Marvel та однойменній сюжетній лінії. Продюсуванням займалась Marvel Studios, а розповсюдженням — Walt Disney Studios Motion Pictures. Фільм є продовженням «Месників» 2012 року та одинадцятим фільмом кінематографічного всесвіту Marvel. Джосс Відон виступив як режисером, так і сценаристом. У фільмі знімалися — Роберт Дауні-молодший, Кріс Гемсворт, Марк Руффало, Кріс Еванс, Скарлетт Йоганссон, Джеремі Реннер, Дон Чідл, Аарон Тейлор-Джонсон, Елізабет Олсен, Пол Беттані, Кобі Смолдерс, Ентоні Макі, Гейлі Етвел, Ідрес Ельбе, Стеллан Скошгорд, Джеймс Спейдер та Семюел Лірой Джексон. За сюжетом фільму Месники повинні по-справжньому об'єднатися, щоб здолати Альтрона, технологічного ворога, котрий загрожує людству знищенням.
Продовження було оголошено у травні 2012 року, після успішного випуску «Месників». Відон, режисер першої частини, повернувся до сиквелу, після цього одразу була призначена дата релізу. До квітня 2013 року Відон завершив написання чорнового варіанту сценарію, а у червні з затвердження Роберта Дауні-молодшого почався кастинг. Друга знімальна команда почала знімання у лютому 2014 року в Північній Африці, а основне знімання відбулося між березнем та серпнем 2014. Насамперед фільм знімався у студії Шеппертон в Суррею, з додатковими фільмуваннями в Італії, Південній Кореї, Бангладеші, Нью-Йорку та декораціях навколо Англії.
Прем'єра фільму в Україні відбулась 23 квітня 2015 року у 3D і IMAX 3D. Прем'єра двох сиквелів, «Месники: Війна нескінченності» і «Месники: Завершення», відбулася 26 квітня 2018 року і 25 квітня 2019 року відповідно.
Дубльований українською мовою студією Le Doyen на замовлення «Disney Character Voices International» у 2015 році.

## Синопсис
У східноєвропейській країні Соковія, Месники — Тоні Старк, Стів Роджерс, Тор, Брюс Беннер, Наташа Романова та Клінт Бартон — здійснили рейд на об'єкт Гідри, яким командував Барон Вольфганг ван Штрукер, що раніше експериментував на людях, використовуючи скіпетр, котрий належав Локі. Вони наштовхуються на двох піддослідних Штрукера — близнюків П'єтро, який має надлюдську швидкість, і Ванду Максимову, яка володіє телепатичними й телекінетичними здібностями, — і затримують Штрукера, поки Старк забирає скіпетр Локі.Старк і Беннер виявляють штучний інтелект у камені скіпетра і таємно вирішують використовувати його для завершення глобальної програми оборони Старка «Альтрон». Несподівано живий Альтрон, вважаючи, що він повинен викорінити людство для порятунку Землі, ліквідовує штучний інтелект Д.Ж.А.Р.В.І.С., розроблений Старком, і нападає на Месників у їх штабі. Втікши зі скіпетром, Альтрон використовує ресурси на базі Штрукера в Соковії, щоб модернізувати своє рудиментарне тіло та створити армію безпілотників-роботів. Вбивши Штрукера, він вербує Максимових, які вважають Старка відповідальним за смерть батьків від зброї його компанії, і вирушає до бази торговця зброєю Улісса Кло в Йоганнесбурзі, щоб отримати вакандійський вібраній. Месники нападають на Альтрона та Максимових, але Ванда підкорює їх нав'язливими видіннями, змусивши Беннера перетворитись на Халка та лютувати, поки Старк не зупинить його у своїй броні проти Халка.
Реакція світової спільноти на наслідки руйнування та побоювання галюцинацій Ванди підштовхують команду сховатися в безпечному будинку. Тор вирушає радитися з доктором Еріком Селвіґом щодо апокаліптичного майбутнього, яке він бачив у своїй галюцинації, поки Нік Ф'юрі приїжджає та заохочує команду скласти план зупинки Альтрона. В Сеулі Альтрон використовує скіпетр Локі, щоб поневолити подругу команди — доктора Хелен Чо. Вони використовують її технологію синтетичних тканин, вібраній та камінь скіпетра, щоб створити нове тіло. Поки Альтрон завантажується в тіло, Ванда здатна читати його думки; виявивши його план знищення людства, Максимови обертаються проти Альтрона. Роджерс, Романова і Бартон знаходять Альтрона і відбирають синтетичне тіло, але Альтрон захоплює Романову.
Месники воюють між собою, коли Старк і Беннер таємно завантажують Д.Ж.А.Р.В.І.С., який все ще діє ховаючись від Альтрона в Інтернеті, у синтетичне тіло. Тор повертається, щоб допомогти активізувати тіло, пояснивши, виходячи зі свого бачення, що дорогоцінним каменем в його чолі є Камінь Розуму, один із шести Каменів Вічності, найпотужніших з існуючих об’єктів. Цей «Віжн» і Максимови супроводжують Месників до Соковії, де Альтрон використав вібраній, що залишився, щоб побудувати машину для підняття великої частини столиці в небо, маючи намір врізати її в землю, щоб викликати глобальне вимирання. Беннер рятує Романову, яка пробуджує в ньому Халка для битви. Месники борються з армією Альтрона, в цей час Ф'юрі прибуває на Гелікарріері разом з Марією Гілл, Джеймсом Роуді та агентами Щ.И.Т. для евакуації мирного населення. П'єтро помирає, коли закриває собою Бартона від стрілянини, сповнена помсти Ванда покидає свій пост, щоб знищити первинне тіло Альтрона, що дозволяє одному з його дронів активувати машину. Місто з шаленою швидкістю падає, але Старк і Тор перевантажують машину і руйнують цей шмат землі. Після цього Халк, не бажаючи становити загрози Романовій, перебуваючи з нею у стосунках, застрибує у Квінджет, який летить у невідомому напрямку. Тим часом Віжн знаходить і, здається, руйнує останнє тіло Альтрона, що лишилося.
Пізніше, коли Месники створили нову базу, якою керують Ф'юрі, Гілл, Чо та Селвіґ, Тор повертається до Асгарду, щоб дізнатися більше про сили, які він підозрює в маніпулюванні останніми подіями. Коли Старк пішов, а Бартон вийшов на пенсію, Роджерс і Романова готуються тренувати нових Месників: Роуді, Віжн, Сема Вілсона і Ванду.

## У ролях
| Актор                   | Роль                             |
| ----------------------- | -------------------------------- |
| Роберт Дауні (молодший) | Тоні Старк / Залізна Людина      |
| Кріс Еванс              | Стівен Роджерс / Капітан Америка |
| Кріс Гемсворт           | Тор                              |
| Марк Раффало            | Брюс Беннер / Халк               |
| Скарлетт Йоганссон      | Наталія Романова / Чорна Вдова   |
| Джеремі Реннер          | Клінт Бартон / Соколине Око      |
| Джеймс Спейдер          | Альтрон                          |
| Аарон Тейлор-Джонсон    | П'єтро Максимов / Ртуть          |
| Елізабет Олсен          | Ванда Максимова / Багряна Відьма |
| Семюел Лірой Джексон    | Ніколас Ф'юрі                    |
| Дон Чідл                | Джеймс Роудс / Бойова машина     |
| Ентоні Макі             | Семуель Вілсон / Сокіл           |

| Актор            | Роль                        |
| ---------------- | --------------------------- |
| Кобі Смолдерс    | Марія Гілл                  |
| Стеллан Скошгорд | Ерік Селвіґ                 |
| Пол Беттані      | Д.Ж.А.Р.В.І.С. / Віжн       |
| Керрі Кондон     | F.R.I.D.A.Y.                |
| Гейлі Етвел      | Маргарет Картер             |
| Ідріс Ельба      | Геймдалл                    |
| Енді Серкіс      | Улісс Кло                   |
| Лінда Карделліні | Лора Бартон                 |
| Томас Кречманн   | Барон Вольфганг фон Штрукер |
| Клавдія Кім      | доктор Гелен Чо             |
| Джош Бролін      | Танос                       |
| Стен Лі          | камео                       |

## Сприйняття

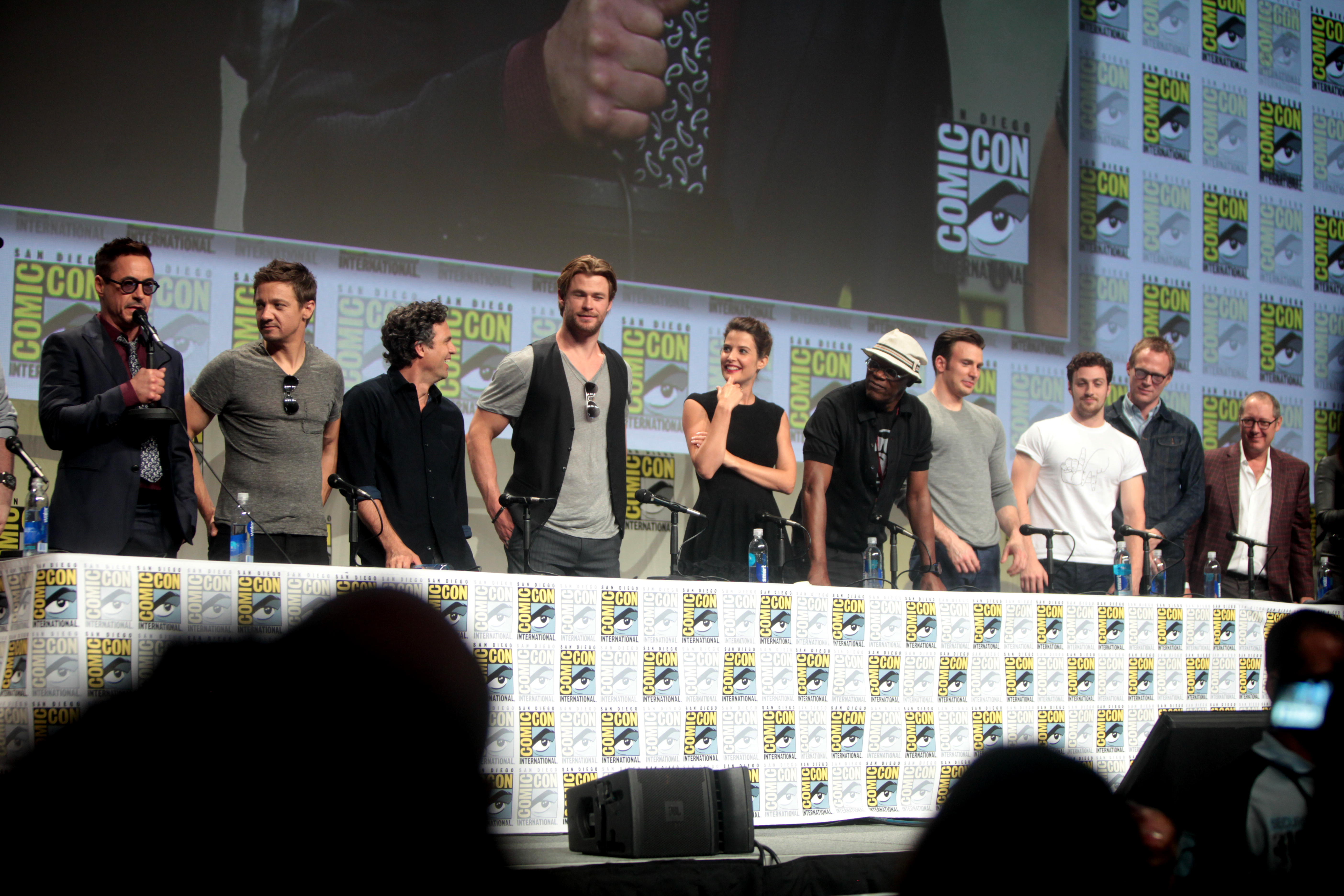
Акторський склад фільму «Месники: Ера Альтрона» на San Diego Comic-Con International-2014.

### Критика
Загалом фільм отримав сприятливі відгуки, Rotten Tomatoes дав оцінку 75 % на основі 355 відгуків від критиків (середня оцінка 6.75/10) і 83 % від глядачів із середньою оцінкою 4.04/5 (287,679 голосів), IMDb — 7.3/10 (681 892 голоси),  на Metacritic фільм набрав 66/100 спираючись на 49 відгуків критиків та 7.0/10 від глядачів (2620 оглядів).
Тодд Маккарті з The Hollywood Reporter сказав: «"Месники: Ера Альтрона" досягає успіху в пріоритетній задачі — створити гідного опонента для своїх супергероїв, дати їм новий простір для діяльності, але в цей раз екшн не завжди виправдовує сподівання, а певні персонажі в плані драматичності вибиваються із загальної картини.» Пишучи для Chicago Sun-Times і надаючи фільму три з половиною зірки з чотирьох можливих, Річард Роупер сказав: «Одного прекрасного дня фільм "Месники" може обвалитися під вагою власної дивовижності. Я маю на увазі, скільки разів вони можуть врятувати світ? Але це не той день.» Журналістка газети The Sunday Times Камілла Лонг негативно відгукнулася про фільм, в якому, за її словами, розкривається купа дурних сюжетних ліній, а в екшн-сценах була використана найгірша комп'ютерна графіка з часів «Першого месника: Друга війна».

### Касові збори
«Месники: Ера Альтрона» під час показу у США та Канаді, що почався 3 травня 2015 року, зібрав $459 млн та $946.4 млн в інших країнах. У цілому касові збори в усьому світі склали $1,405 мільярда. 15 травня 2015 року «Месники: Ера Альтрона» стала двадцять першим фільмом в історії кіно, третім фільмом студії Marvel і восьмим фільмом, розповсюдженим Діснеєм, що подолав поріг в 1 мільярд доларів у прокаті.
Під час показу в Україні, що стартував 23 квітня 2015 року, протягом першого тижня фільм показали у 252 кінозалах і він зібрав $794,659, що на той час дозволило йому зайняти 1 місце серед усіх прем'єр. Загалом, в українському прокаті фільм зібрав $1,909,793.

### Нагороди й номінації
У грудні 2015 року Академія кінематографічних мистецтв і наук помістила фільм Месники: Ера Альтрона в шорт-лист потенційних номінантів на премію «Оскар» за кращі візуальні ефекти на 88-й церемонії вручення, але зрештою не номінувала його на премію.
| Рік  | Кінопремія/Кінофестиваль                                   | Категорія                                              | Номінант(и)                                                                            | Результат | Дж.    |
| ---- | ---------------------------------------------------------- | ------------------------------------------------------ | -------------------------------------------------------------------------------------- | --------- | ------ |
| 2015 | Teen Choice Awards                                         | Кращий фільм: Наукова-фантастика/фентезі               | Месники: Ера Альтрона                                                                  | Номінація | [ 22 ] |
| 2015 | Teen Choice Awards                                         | Кращий актор: Наукова-фантастика/фентезі               | Кріс Гемсворт                                                                          | Номінація | [ 22 ] |
| 2015 | Teen Choice Awards                                         | Кращий актор: Наукова-фантастика/фентезі               | Роберт Дауні (молодший)                                                                | Номінація | [ 22 ] |
| 2015 | Teen Choice Awards                                         | Краща актриса: Наукова-фантастика/фентезі              | Скарлетт Йоганссон                                                                     | Номінація | [ 22 ] |
| 2015 | Teen Choice Awards                                         | Викрадач сцени                                         | Кріс Еванс                                                                             | Перемога  | [ 23 ] |
| 2015 | Teen Choice Awards                                         | Прорив року                                            | Елізабет Олсен                                                                         | Номінація | [ 23 ] |
| 2015 | Премія Австралійської академії кінематографа і телебачення | Кращі візуальні ефекти або анімація                    | Крістофер Таунсенд, Раян Стаффорд, Пол Баттерворт і Метт Естела                        | Номінація | [ 24 ] |
| 2016 | People's Choice Awards                                     | Улюблений фільм                                        | Месники: Ера Альтрона                                                                  | Номінація | [ 25 ] |
| 2016 | People's Choice Awards                                     | Улюблений бойовик                                      | Месники: Ера Альтрона                                                                  | Номінація | [ 25 ] |
| 2016 | People's Choice Awards                                     | Улюблений актор                                        | Роберт Дауні (молодший)                                                                | Номінація | [ 25 ] |
| 2016 | People's Choice Awards                                     | Улюблена актриса                                       | Скарлетт Йоганссон                                                                     | Номінація | [ 25 ] |
| 2016 | People's Choice Awards                                     | Улюблений екшн-актор                                   | Роберт Дауні (молодший)                                                                | Номінація | [ 25 ] |
| 2016 | People's Choice Awards                                     | Улюблений екшн-актор                                   | Кріс Гемсворт                                                                          | Перемога  | [ 25 ] |
| 2016 | People's Choice Awards                                     | Улюблена екшн-актриса                                  | Скарлетт Йоганссон                                                                     | Номінація | [ 25 ] |
| 2016 | Премія «Енні»                                              | Найкращі анімовані ефекти в ігровому фільмі            | Знищення Соковії (Майкл Балог, Джим Ван Аллен, Флорент Андорра, Джордж Кальтенбруннер) | Перемога  | [ 26 ] |
| 2016 | Премія «Енні»                                              | Найкращий анімаційний персонаж в ігровому фільмі       | Халк (Якуб Піштеки, Ган Трінх, Крейґ Пенн, Міхаель Коедел, Яір Гутьєррес)              | Номінація | [ 26 ] |
| 2016 | Премія «Енні»                                              | Найкращий анімаційний персонаж в ігровому фільмі       | Альтрон (Пітер Тан, Бун'їкі Лім, Сатіо Нісіяма, Бьонхі Чо, Рой Тан)                    | Номінація | [ 26 ] |
| 2016 | Премія Товариства фахівців з візуальних ефектів            | Кращий анімаційний персонаж у фотореалістичному фільмі | Якуб Піштеки, Лана Лан, Джон Волкер, Шон Комер                                         | Номінація | [ 27 ] |
| 2016 | Премія Товариства фахівців з візуальних ефектів            | Краща симуляція ефектів у фотореалістичному фільмі     | Майкл Балог, Джим Ван Аллен, Флорент Андорра, Джордж Кальтенбруннер                    | Номінація | [ 27 ] |
| 2016 | Премія Товариства фахівців з візуальних ефектів            | Краща модель в фотореалістичному фільмі                | Халкбастер (Гарольд Від, Роберт Маринич, Даніель Гонсалес, Міріам Кетрін)              | Номінація | [ 27 ] |
| 2016 | Kids' Choice Awards                                        | Улюблений фільм                                        | Месники: Ера Альтрона                                                                  | Номінація | [ 28 ] |
| 2016 | Kids' Choice Awards                                        | Улюблений актор                                        | Кріс Еванс                                                                             | Номінація | [ 28 ] |
| 2016 | Kids' Choice Awards                                        | Улюблений актор                                        | Кріс Гемсворт                                                                          | Номінація | [ 28 ] |
| 2016 | Kids' Choice Awards                                        | Улюблений актор                                        | Роберт Дауні (молодший)                                                                | Номінація | [ 28 ] |
| 2016 | Kids' Choice Awards                                        | Краща актриса                                          | Скарлетт Йоганссон                                                                     | Номінація | [ 28 ] |
| 2016 | Премія «Сатурн»                                            | Найкраща екранізація коміксу                           | Месники: Ера Альтрона                                                                  | Номінація | [ 29 ] |
| 2016 | Премія «Сатурн»                                            | Найкращий актор другого плану                          | Пол Беттані                                                                            | Номінація | [ 29 ] |
| 2016 | Премія «Сатурн»                                            | Найкращий дизайн костюмів фільму                       | Олександра Бірн                                                                        | Перемога  | [ 29 ] |
| 2016 | Премія «Сатурн»                                            | Найкращі спецефекти                                    | Пол Корбоулд, Кріс Таунсенд, Бен Сноу, Пол Баттерворт                                  | Номінація | [ 29 ] |
| 2016 | MTV Movie Awards                                           | Фільм року                                             | Месники: Ера Альтрона                                                                  | Номінація | [ 30 ] |
| 2016 | MTV Movie Awards                                           | Найкращий кіногерой                                    | Кріс Еванс                                                                             | Номінація | [ 30 ] |
| 2016 | MTV Movie Awards                                           | Найкращий кінозлодій                                   | Джеймс Спейдер                                                                         | Номінація | [ 30 ] |
| 2016 | MTV Movie Awards                                           | Найкраща віртуальна роль                               | Джеймс Спейдер                                                                         | Номінація | [ 30 ] |
| 2016 | MTV Movie Awards                                           | Найкраща команда акторів                               | Месники: Ера Альтрона                                                                  | Номінація | [ 30 ] |
| 2016 | MTV Movie Awards                                           | Найкраща бійка                                         | Роберт Дауні (молодший) vs. Марк Руффало                                               | Номінація | [ 30 ] |
| 2016 | Премія Г'юґо                                               | Найкраща драматична постановка - Довга форма           | Месники: Ера Альтрона                                                                  | Номінація | [ 31 ] |

## Значення фільму для Кіновсесвіту Марвел
У фільмі уперше з'являться Четвертий Камінь Вічності — Камінь Розуму.

## Продовження
У липні 2014 року Кевін Файгі заявив, що є «декілька думок» куди б Marvel привела «Месників» у третьому фільмі, а також що контракти з акторами вже на нього підписані. У жовтні 2014 року Marvel оголосила про продовження «Ери Альтрона», яке буде складатися з двох частин, під назвами «Месники: Війна нескінченності. Частина 1» і «Месники: Війна нескінченності. Частина 2», котрі вийдуть 4 травня 2018 року і 3 травня 2019 року відповідно. Знімання обох частин пройшло одночасно і почалося наприкінці 2015 року. У січні 2015 року Джосс Відон сказав, що «дуже сумнівно», що він буде залучений в них.